# Aglais kansuensis
Aglais kansuensis är en fjärilsart som beskrevs av Otto Kleinschmidt 1927. Aglais kansuensis ingår i släktet Aglais och familjen praktfjärilar. Inga underarter finns listade i Catalogue of Life.